# ياسر سعيدان
ياسر سعيدان آل سنان لاعب كرة قدم سعودي، يلعب كلاعب وسط حالياً في نادي أبها.

## مسيرة اللاعب
لعب مع نادي الأخدود ونادي الخلود ونادي القيصومة ونادي نجران ونادي أبها.